# Segreteria di Stato per il turismo
La Segreteria di Stato per il turismo è l'organo che si occupa della cultura, dello spettacolo, della tutela del patrimonio artistico, del paesaggio  e del turismo della Repubblica di San Marino. Nella XXX Legislatura alla Segreteria di Stato per il Turismo sono accorpate le deleghe alle Poste, la Cooperazione e l'Expo.
Il Segretario di Stato per il Turismo è Federico Pedini Amati.

## Organizzazione
La Segreteria di Stato per il Turismo, le Poste, la Cooperazione e l'Expo guida il Dipartimento Turismo e Cultura, l'Ufficio del Turismo della Repubblica di San Marino e il Commissariato Generale di Expo.
All'interno della Segreteria di Stato trovano spazio figure amministrative e figure politiche.
Il vice Segretario di Stato (Segretario Particolare) attualmente in carica è Luca Lazzari.